# Мост Оунаскоски
Мост Оунаскоски (фин. Ounaskosken silta) — совмещённый автомобильно-железнодорожный металлический ферменный мост через реку Кемийоки в Рованиеми, Финляндия.

## История
Для железнодорожной линии до Кемиярви требовались большие и широкие мосты, поэтому в июле 1934 года был открыт новый совмещённый мостовой переход. Он использовался более десяти лет. Во время войны в Лапландии 10 октября 1944 года в 8 часов вечера немецкие войска взорвали мост Оунаскоски, и мост был полностью разрушен. После войны река Кемийоки пересекалась с помощью различных временных решений до 1951 года, когда был повторно открыт двухъярусный автодорожный и железнодорожный мост Оунаскоски. Например, реку Кемийоки пересекали по ледяным переправам, паромами, лодками и кораблями. До 1967 года мост был основной частью Шоссе 4, соединяющим север и юг Финляндии.
Железнодорожный мост Оунаскоски является одной из достопримечательностей Рованиеми. Часто туристы посещают город Кемийоки, чтобы сфотографировать реку и городские виды на реку. В декабре 2007 года железнодорожный мост Оунаскоски пересёк старый традиционный паровоз, который перевозил туристов из Рованиеми в Кемиярви и обратно.
Тем не менее, на официальных картах и макете нет никаких названий ни на самом мосту, ни на дороге, пересекающей мост. В мае 2016 года городской советник Антти Лиикканен выступил с инициативой назвать мост официально также мостом Оунаскоски.

## Конструкция
Мост представляет собой двухъярусный ферменный мост, предназначенный для железнодорожного и автомобильного транспорта. По верхнему ярусу моста организовано железнодорожное движение. По нижнему ярусу организовано двухполосное автомобильное движение. На нижнем ярусе также организованы пешеходные и велосипедные дорожки.